# Josef Tošovský

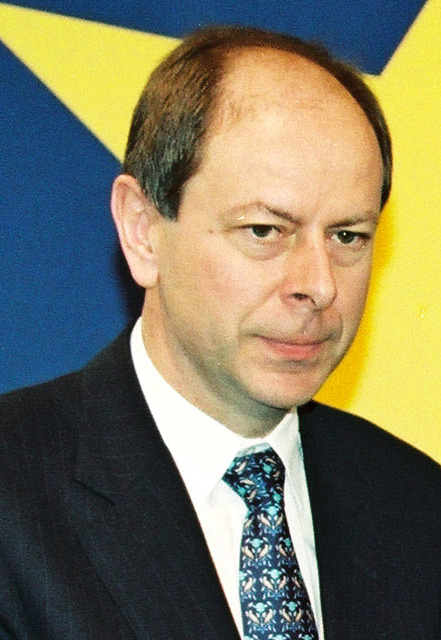
Josef Tošovský in 1998

Josef Tošovský (Náchod, 28 september 1950) is een Tsjechische partijloze politicus die premier was van Tsjechië tussen 1997 en 1998. Tošovský was voorheen gouverneur van de Tsjechische nationale bank (ČNB) en werd benoemd door president Václav Havel om een regering van nationale eenheid te leiden, na de regeringscrisis omtrent onduidelijke partijfinanciering door de ODS en haar voorzitter Václav Klaus.
- Gemeinsame Normdatei: 171276337
- International Standard Name Identifier: 0000 0000 3430 6164
- Library of Congress Control Number: n98014193
- Nationale Bibliotheek van Tsjechië: jn99240001198
- Virtual International Authority File: 70700527
- WorldCat: E39PBJdmgrvyrvw8XFF7HF48YP